# Bokverk

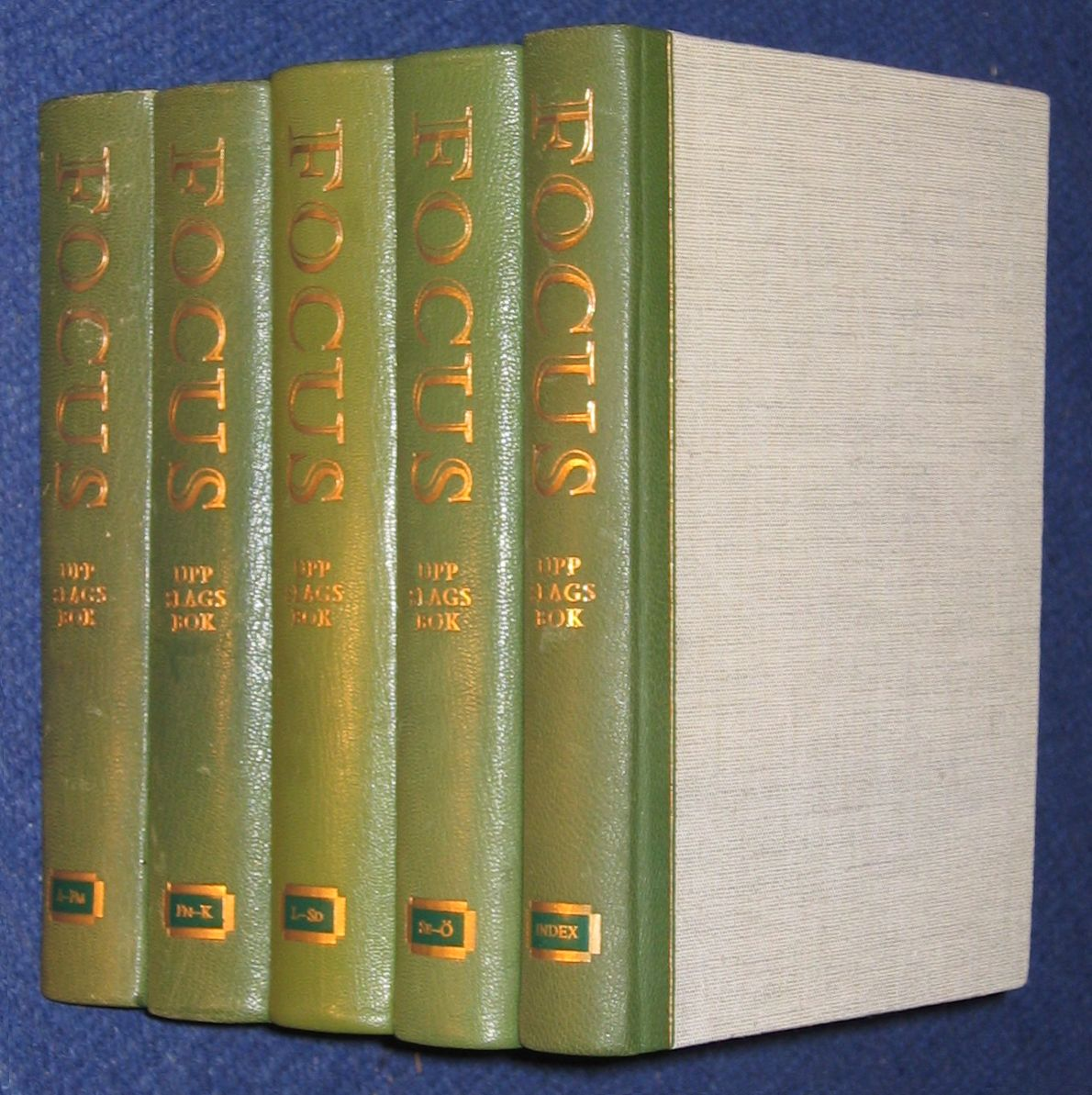
Ett bokverk i fem band.

Ett bokverk är en bok eller en bokserie i flera band, ofta men inte nödvändigtvis i finare utförande. Den bibliotekstekniska termen är flerbandsverk. Större uppslagsverk, som Svensk uppslagsbok eller Nationalencyklopedin, är ofta bokverk.
De enskilda böckerna i ett bokverk, exempelvis en encyklopedi, kallas för band eller volym. Band är den traditionella termen, medan volym är en term som influerats av engelskans volume.